# Campeonato Nacional de Patinagem Artística no Gelo
O Campeonato Nacional de Patinagem Artística no Gelo é uma competição anual de patinagem artística no gelo organizada pela Federação de Desportos de Inverno de Portugal. A competição determina os campeões nacionais.

## História
Entre 1996 e 1999 decorreram os primeiros campeonatos nacionais de patinagem artística no gelo no Palácio do Gelo, em Viseu. Nestes campeonatos participaram as escolas de patinagem do Maia Clube e do Palácio do Gelo. A modalidade de patinagem artística no gelo quase chegou a ficar debaixo da tutela da Federação de Patinagem de Portugal depois de um protocolo de colaboração ter sido assinado entre a federação e o Grupo Visabeira, protocolo esse que visava o desenvolvimento das modalidades desportivas no gelo através da cooperação entre as entidades. Após o fecho da pista de gelo do Maia Clube e do fecho do Palácio do Gelo para renovações, a modalidade deixou de ser viável e o acordo acabou por não produzir resultados.
Em dezembro de 2019, a tutela da patinagem artística no gelo passou a ser da Federação de Desportos de Inverno de Portugal. Em dezembro de 2021 organizou-se o primeiro campeonato nacional de patinagem artística no gelo oficial em Portugal.

## Campeonato Nacional de Patinagem Artística no Gelo de 2025
O Campeonato Nacional de Patinagem Artística no Gelo de 2025 realizou-se no dia 6 de abril de 2025 na Serra da Estrela Ice Arena nas Penhas da Saúde, Covilhã, e foi transmitido em direto no canal de Youtube da FDI-Portugal. Os patinadores competiram num evento, Individual Feminino, e em três níveis: Pré-Iniciado, Iniciado e Intermédio, no Programa Livre. Ao todo competiram 27 atletas e dois clubes.

### Resumo de Medalhas
| Pré-Iniciado Feminino Novatos | Pré-Iniciado Feminino Novatos | Pré-Iniciado Feminino Novatos | Pré-Iniciado Feminino Novatos |
| Classificação                 | Nome                          | Clube                         | Pontuação                     |
| ----------------------------- | ----------------------------- | ----------------------------- | ----------------------------- |
| 1                             | Aurora Tomé2                  | ICC                           | 17.00                         |
| 2                             | Mariana Carriço               | ICC                           | 13.75                         |
| 3                             | Maria Batista Guerra          | ICC                           | 13.50                         |
| 4                             | Diana Bernardino              | ICC                           | 11.25                         |

| Pré-Iniciado Feminino Juniores | Pré-Iniciado Feminino Juniores | Pré-Iniciado Feminino Juniores | Pré-Iniciado Feminino Juniores |
| Classificação                  | Nome                           | Clube                          | Pontuação                      |
| ------------------------------ | ------------------------------ | ------------------------------ | ------------------------------ |
| 1                              | Diana Pais1                    | ICC                            | 16.75                          |

| Iniciado Feminino Novatos | Iniciado Feminino Novatos | Iniciado Feminino Novatos | Iniciado Feminino Novatos |
| Classificação             | Nome                      | Clube                     | Pontuação                 |
| ------------------------- | ------------------------- | ------------------------- | ------------------------- |
| 1                         | Maria Vitória Serrano2    | ICC                       | 15.05                     |
| 2                         | Alice Pina                | ICC                       | 14.80                     |
| 3                         | Inês Silva                | ICC                       | 12.54                     |

| Iniciado Feminino Juniores | Iniciado Feminino Juniores | Iniciado Feminino Juniores | Iniciado Feminino Juniores |
| Classificação              | Nome                       | Clube                      | Pontuação                  |
| -------------------------- | -------------------------- | -------------------------- | -------------------------- |
| 1                          | Victória Saraiva2          | ICC                        | 14.85                      |
| 2                          | Leonor Pereira             | ICC                        | 14.30                      |
| 3                          | Carolina Matos Silva       | ICC                        | 13.17                      |
| 4                          | Diana Bettencourt          | ICC                        | 9.56                       |

| Iniciado Feminino Seniores | Iniciado Feminino Seniores | Iniciado Feminino Seniores | Iniciado Feminino Seniores |
| Classificação              | Nome                       | Clube                      | Pontuação                  |
| -------------------------- | -------------------------- | -------------------------- | -------------------------- |
| 1                          | Carolina Carrola2          | ICC                        | 15.17                      |
| 2                          | Gabriella Úria de Almeida  | ICC                        | 12.92                      |
| 3                          | Margarida Carramana        | ICC                        | 12.86                      |
| 4                          | Joana Monteiro             | ICC                        | 12.71                      |
| 5                          | Carolina Crisóstomo        | RFSC                       | 11.52                      |
| 6                          | Ana Madalena Almeida       | ICC                        | 10.16                      |

| Intermédio Feminino Novatos | Intermédio Feminino Novatos | Intermédio Feminino Novatos | Intermédio Feminino Novatos |
| Classificação               | Nome                        | Clube                       | Pontuação                   |
| --------------------------- | --------------------------- | --------------------------- | --------------------------- |
| 1                           | Ahata Puchikina1            | ICC                         | 20.03                       |

| Intermédio Feminino Juniores | Intermédio Feminino Juniores | Intermédio Feminino Juniores | Intermédio Feminino Juniores |
| Classificação                | Nome                         | Clube                        | Pontuação                    |
| ---------------------------- | ---------------------------- | ---------------------------- | ---------------------------- |
| 1                            | Lucília Reis2                | ICC                          | 20.21                        |
| 2                            | Mariana Augusto              | ICC                          | 14.65                        |
| 3                            | Leonor Brás Fonseca          | ICC                          | 14.51                        |
| 4                            | Carolina Nery dos Santos     | ICC                          | 11.29                        |

| Intermédio Feminino Seniores | Intermédio Feminino Seniores | Intermédio Feminino Seniores | Intermédio Feminino Seniores |
| Classificação                | Nome                         | Clube                        | Pontuação                    |
| ---------------------------- | ---------------------------- | ---------------------------- | ---------------------------- |
| 1                            | Gabriela Marina de Almeida2  | ICC                          | 20.17                        |
| 2                            | Maisa Conde                  | ICC                          | 19.60                        |

| Intermédio Feminino Adultos | Intermédio Feminino Adultos | Intermédio Feminino Adultos | Intermédio Feminino Adultos |
| Classificação               | Nome                        | Clube                       | Pontuação                   |
| --------------------------- | --------------------------- | --------------------------- | --------------------------- |
| 1                           | Caroline Grégoire2          | RFSC                        | 14.49                       |
| 2                           | Sara Cristina Costa Mendes  | ICC                         | 7.03                        |

1Não se qualifica como campeão nacional.
2Qualifica-se como campeão nacional.

## Campeonato Nacional de Patinagem Artística no Gelo de 2024

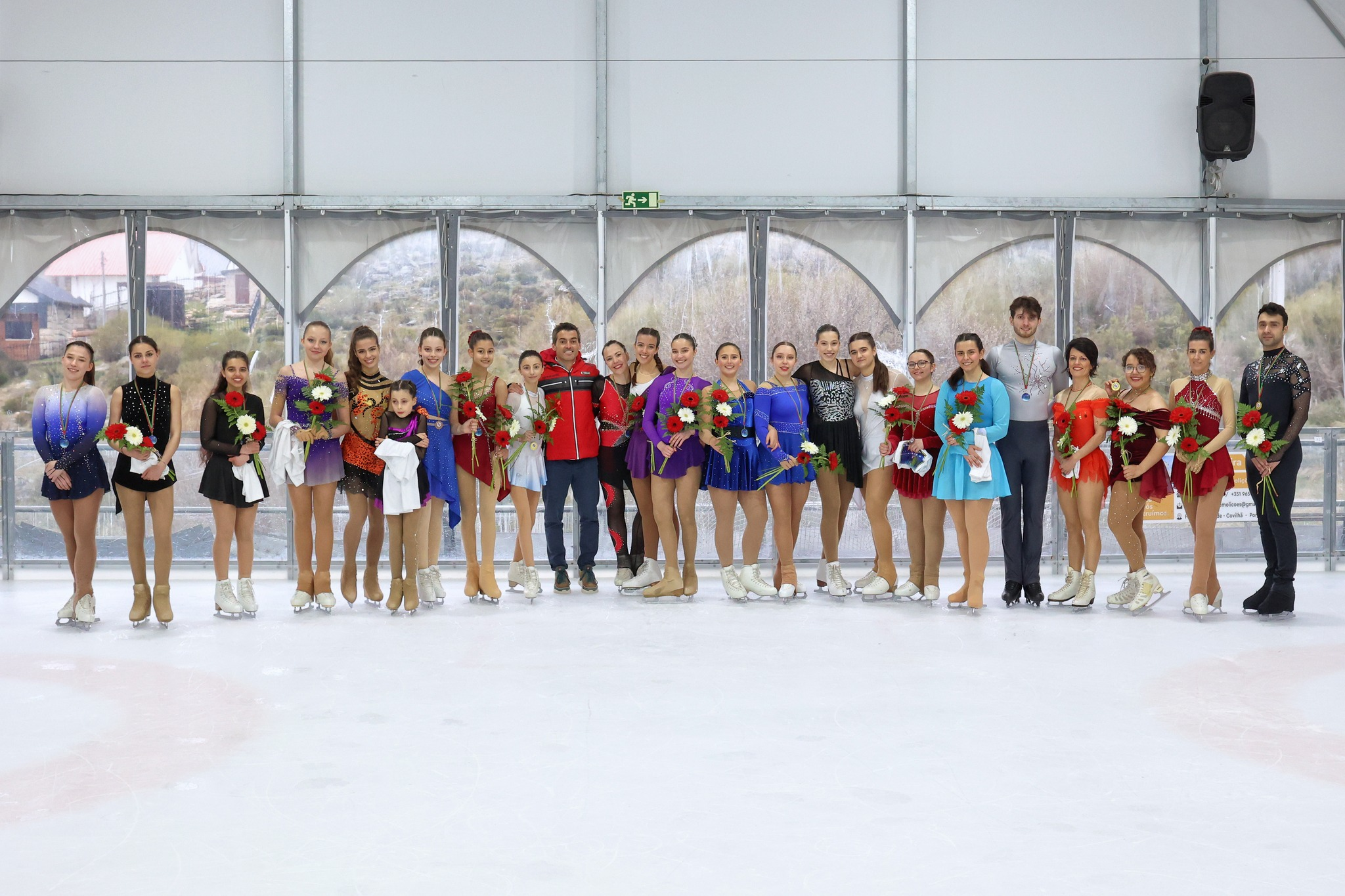
Campeonato Nacional de Patinagem Artística no Gelo de 2024

O Campeonato Nacional de Patinagem Artística no Gelo de 2024 realizou-se no dia 6 de abril de 2024 na Serra da Estrela Ice Arena nas Penhas da Saúde, Covilhã, e foi transmitido em direto no canal de Youtube da FDI-Portugal. Os patinadores competiram em dois eventos, Individual Masculino e Individual Feminino, e em cinco níveis: Pré-Iniciado, Iniciado, Intermédio, Avançado e Elite, no Programa Livre. Neste ano também foram abertas as inscrições para a Patinagem Artística de Pares pela primeira vez. Ao todo competiram 24 atletas e dois clubes. 

### Resumo de Medalhas
| Pré-Iniciado Feminino | Pré-Iniciado Feminino | Pré-Iniciado Feminino | Pré-Iniciado Feminino |
| Classificação         | Nome                  | Clube                 | Pontuação             |
| --------------------- | --------------------- | --------------------- | --------------------- |
| 1                     | Adi Vega1             | ICC                   | 3.08                  |

| Iniciado Feminino Novatos | Iniciado Feminino Novatos | Iniciado Feminino Novatos | Iniciado Feminino Novatos |
| Classificação             | Nome                      | Clube                     | Pontuação                 |
| ------------------------- | ------------------------- | ------------------------- | ------------------------- |
| 1                         | Carolina Silva2           | ICC                       | 17.07                     |
| 2                         | Victoria Saraiva          | ICC                       | 16.87                     |
| 3                         | Leonor Amaro              | ICC                       | 15.38                     |
| 4                         | Inês Silva                | ICC                       | 14.87                     |

| Iniciado Feminino Seniores | Iniciado Feminino Seniores | Iniciado Feminino Seniores | Iniciado Feminino Seniores |
| Classificação              | Nome                       | Clube                      | Pontuação                  |
| -------------------------- | -------------------------- | -------------------------- | -------------------------- |
| 1                          | Carolina Crisóstomo2       | RFSC                       | 13.55                      |
| 2                          | Sofia Pinto                | ICC                        | 12.02                      |

| Intermédio Feminino Juniores | Intermédio Feminino Juniores | Intermédio Feminino Juniores | Intermédio Feminino Juniores |
| Classificação                | Nome                         | Clube                        | Pontuação                    |
| ---------------------------- | ---------------------------- | ---------------------------- | ---------------------------- |
| 1                            | Lucília Reis2                | ICC                          | 23.36                        |
| 2                            | Maísa Sousa                  | ICC                          | 20.21                        |
| 3                            | Mariana Augusto              | ICC                          | 18.60                        |
| 4                            | Leonor Fonseca               | ICC                          | 17.32                        |
| 5                            | Carolina Santos              | ICC                          | 16.55                        |
| 6                            | Leonor Pereira               | ICC                          | 13.64                        |

| Intermédio Feminino Seniores | Intermédio Feminino Seniores | Intermédio Feminino Seniores | Intermédio Feminino Seniores |
| Classificação                | Nome                         | Clube                        | Pontuação                    |
| ---------------------------- | ---------------------------- | ---------------------------- | ---------------------------- |
| 1                            | Gabriella Almeida2           | ICC                          | 19.18                        |
| 2                            | Ana Almeida                  | ICC                          | 15.27                        |
| 3                            | Marília Brás                 | ICC                          | 14.73                        |
| 4                            | Joana Monteiro               | ICC                          | 14.69                        |
| 5                            | Margarida Carramana          | ICC                          | 13.22                        |

| Intermédio Feminino Adultos | Intermédio Feminino Adultos | Intermédio Feminino Adultos | Intermédio Feminino Adultos |
| Classificação               | Nome                        | Clube                       | Pontuação                   |
| --------------------------- | --------------------------- | --------------------------- | --------------------------- |
| 1                           | Anabela Pires2              | RFSC                        | 16.93                       |
| 2                           | Caroline Grégoire           | RFSC                        | 15.37                       |

| Avançado Feminino Novatos | Avançado Feminino Novatos | Avançado Feminino Novatos | Avançado Feminino Novatos |
| Classificação             | Nome                      | Clube                     | Pontuação                 |
| ------------------------- | ------------------------- | ------------------------- | ------------------------- |
| 1                         | Ahata Puchikina1          | ICC                       | 30.60                     |

| Avançado Feminino Adultos | Avançado Feminino Adultos | Avançado Feminino Adultos | Avançado Feminino Adultos |
| Classificação             | Nome                      | Clube                     | Pontuação                 |
| ------------------------- | ------------------------- | ------------------------- | ------------------------- |
| 1                         | Carla Almeida1            | ICC                       | 26.88                     |

| Iniciado Masculino Adultos | Iniciado Masculino Adultos | Iniciado Masculino Adultos | Iniciado Masculino Adultos |
| Classificação              | Nome                       | Clube                      | Pontuação                  |
| -------------------------- | -------------------------- | -------------------------- | -------------------------- |
| 1                          | João Tomás1                | RFSC                       | 5.09                       |

| Elite Masculino Seniores | Elite Masculino Seniores | Elite Masculino Seniores | Elite Masculino Seniores |
| Classificação            | Nome                     | Clube                    | Pontuação                |
| ------------------------ | ------------------------ | ------------------------ | ------------------------ |
| 1                        | David Gouveia1           | -                        | 56.32                    |

1Não se qualifica como campeão nacional.
2Qualifica-se como campeão nacional.

## Campeonato Nacional de Patinagem Artística no Gelo de 2022
O Campeonato Nacional de Patinagem Artística no Gelo de 2022 realizou-se nos dias 3 e 4 de dezembro de 2022 na Serra da Estrela Ice Arena nas Penhas da Saúde, Covilhã. Os patinadores competiram em dois eventos, Individual Masculino e Individual Feminino, e em quatro níveis: Iniciado, Intermédio, Avançado e Elite, no Programa Curto e no Programa Livre. Neste ano também foram abertas as inscrições para a Dança no Gelo pela primeira vez.

### Resumo de Medalhas
| Iniciado Feminino | Iniciado Feminino   | Iniciado Feminino    | Iniciado Feminino | Iniciado Feminino | Iniciado Feminino | Iniciado Feminino | Iniciado Feminino |
| Classificação     | Nome                | Clube                | Pontuação Total   | Programa Curto    | Programa Curto    | Programa Livre    | Programa Livre    |
| ----------------- | ------------------- | -------------------- | ----------------- | ----------------- | ----------------- | ----------------- | ----------------- |
| 1                 | Lucília Reis2       | Inscrição Individual | 38.21             | 1                 | 14.36             | 1                 | 23.85             |
| 2                 | Marília Brás        | Inscrição Individual | 34.54             | 2                 | 12.81             | 2                 | 21.73             |
| 3                 | Leonor Pereira      | Inscrição Individual | 33.63             | 4                 | 12.11             | 3                 | 21.52             |
| 4                 | Margarida Carramana | Inscrição Individual | 31.04             | 3                 | 12.18             | 4                 | 18.86             |
| 5                 | Rita Pires          | Inscrição Individual | 29.55             | 6                 | 11.19             | 5                 | 18.36             |
| 6                 | Joana Monteiro      | Inscrição Individual | 28.70             | 5                 | 11.48             | 7                 | 17.22             |
| 7                 | Alexandra Duarte    | Revolution FSC       | 28.44             | 7                 | 10.57             | 6                 | 17.87             |
| 8                 | Leonor Amaro        | Inscrição Individual | 24.42             | 8                 | 8.81              | 8                 | 15.61             |

| Intermédio Feminino | Intermédio Feminino | Intermédio Feminino  | Intermédio Feminino | Intermédio Feminino | Intermédio Feminino | Intermédio Feminino | Intermédio Feminino |
| Classificação       | Nome                | Clube                | Pontuação Total     | Programa Curto      | Programa Curto      | Programa Livre      | Programa Livre      |
| ------------------- | ------------------- | -------------------- | ------------------- | ------------------- | ------------------- | ------------------- | ------------------- |
| 1                   | Sofia Dauzhenka2    | Inscrição Individual | 55.24               | 1                   | 21.62               | 1                   | 33.62               |
| 2                   | Filipa Dias         | Revolution FSC       | 25.06               | 2                   | 8.96                | 2                   | 16.10               |

| Avançado Feminino | Avançado Feminino | Avançado Feminino | Avançado Feminino | Avançado Feminino | Avançado Feminino | Avançado Feminino | Avançado Feminino |
| Classificação     | Nome              | Clube             | Pontuação Total   | Programa Curto    | Programa Curto    | Programa Livre    | Programa Livre    |
| ----------------- | ----------------- | ----------------- | ----------------- | ----------------- | ----------------- | ----------------- | ----------------- |
| 1                 | Carla Almeida2    | Revolution FSC    | 55.24             | 1                 | 20.2              | 1                 | 35.04             |
| 2                 | Marta Gouveia     | Revolution FSC    | 49.61             | 2                 | 18.6              | 2                 | 31.01             |
| 3                 | Cátia Gonçalves   | Revolution FSC    | 34.82             | 3                 | 13.39             | 3                 | 21.43             |
| 4                 | Anabela Pires     | Revolution FSC    | 32.26             | 4                 | 11.43             | 4                 | 20.83             |

| Elite Feminino | Elite Feminino | Elite Feminino       | Elite Feminino  | Elite Feminino | Elite Feminino | Elite Feminino | Elite Feminino |
| Classificação  | Nome           | Clube                | Pontuação Total | Programa Curto | Programa Curto | Programa Livre | Programa Livre |
| -------------- | -------------- | -------------------- | --------------- | -------------- | -------------- | -------------- | -------------- |
| 1              | Sophia LaMay1  | Inscrição Individual | 84.75           | 1              | 32.16          | 1              | 52.59          |

| Iniciado Masculino | Iniciado Masculino | Iniciado Masculino | Iniciado Masculino | Iniciado Masculino | Iniciado Masculino | Iniciado Masculino | Iniciado Masculino |
| Classificação      | Nome               | Clube              | Pontuação Total    | Programa Curto     | Programa Curto     | Programa Livre     | Programa Livre     |
| ------------------ | ------------------ | ------------------ | ------------------ | ------------------ | ------------------ | ------------------ | ------------------ |
| 1                  | Micael Braz1       | Revolution FSC     | 26.94              | 1                  | 11.46              | 1                  | 15.48              |

1. Não se qualifica como campeão nacional.
2. Qualifica-se como campeão nacional.

## Campeonato Nacional de Patinagem Artística no Gelo de 2021

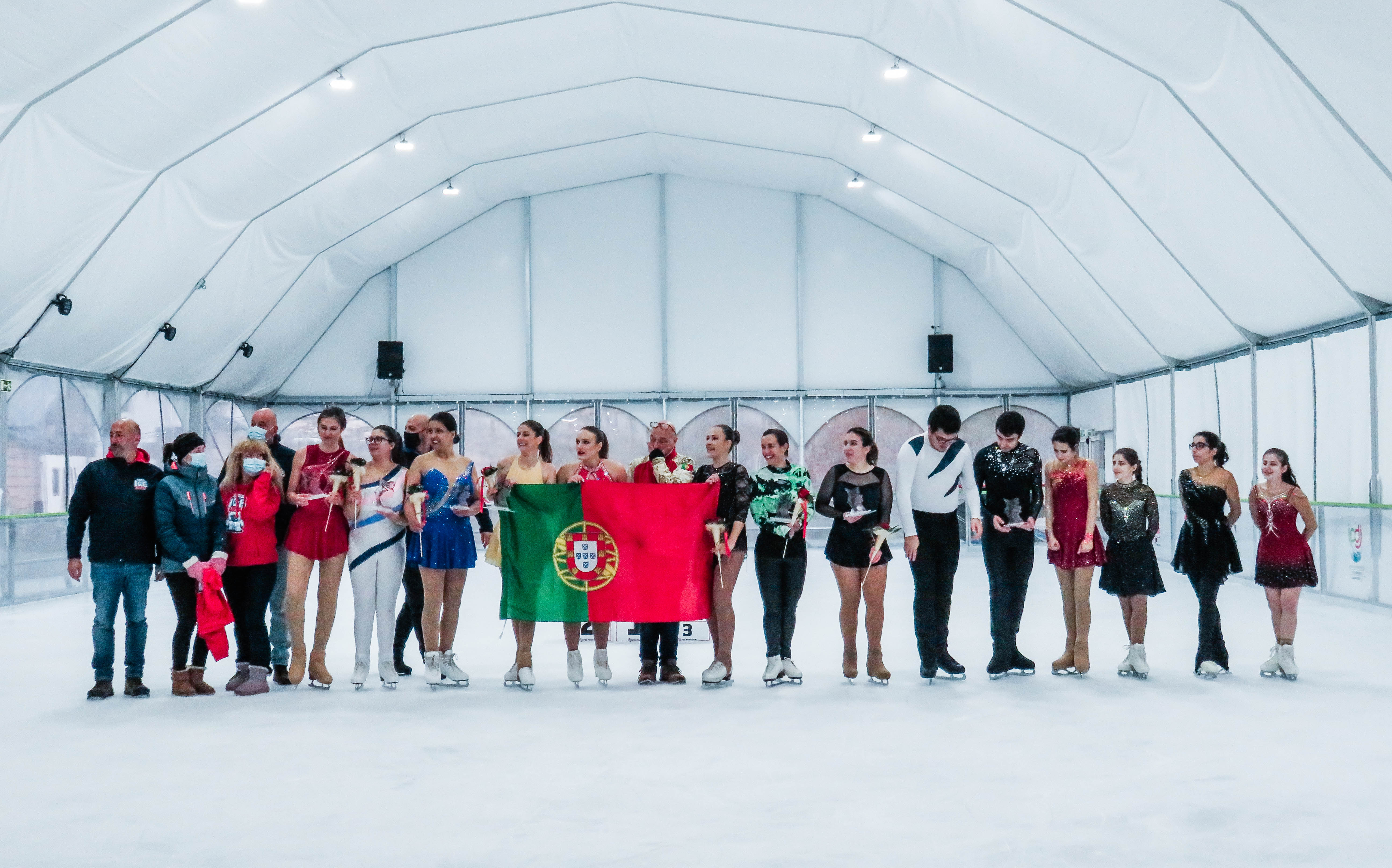
Campeonato Nacional de Patinagem Artística no Gelo de 2021

O Campeonato Nacional de Patinagem Artística no Gelo de 2021 realizou-se nos dias 4 e 5 de dezembro de 2021 na Serra da Estrela Ice Arena nas Penhas da Saúde, Covilhã. Os patinadores competiram em dois eventos, individual masculino e individual feminino, e em quatro níveis: Iniciado, Intermédio, Avançado e Elite. Este foi o primeiro campeonato nacional de patinagem artística no gelo organizado pela Federação de Desportos de Inverno de Portugal. A competição foi transmitida em direto no canal de Youtube da federação.

### Resumo de Medalhas[9]
| Iniciado Feminino | Iniciado Feminino | Iniciado Feminino |
| Classificação     | Nome              | Clube             |
| ----------------- | ----------------- | ----------------- |
| 1                 | Filipa Dias2      | Revolution FSC    |
| 2                 | Nadine Santos     | Revolution FSC    |
| 3                 | Alexandra Duarte  | Revolution FSC    |

| Intermédio Feminino | Intermédio Feminino | Intermédio Feminino |
| Classificação       | Nome                | Clube               |
| ------------------- | ------------------- | ------------------- |
| 1                   | Cátia Gonçalves2    | Revolution FSC      |
| 2                   | Elena Medvedeva     | Revolution FSC      |
| 3                   | Ana Rita Silva      | Revolution FSC      |
| 4                   | Marta Silva         | Revolution FSC      |

| Avançado Feminino | Avançado Feminino | Avançado Feminino |
| Classificação     | Nome              | Clube             |
| ----------------- | ----------------- | ----------------- |
| 1                 | Carla Almeida2    | Revolution FSC    |
| 2                 | Marta Gouveia     | Revolution FSC    |
| 3                 | Inês Vieira       | Revolution FSC    |

| Elite Feminino | Elite Feminino | Elite Feminino       |
| Classificação  | Nome           | Clube                |
| -------------- | -------------- | -------------------- |
| 1              | Sophia LaMay1  | Inscrição Individual |

| Iniciado Masculino | Iniciado Masculino | Iniciado Masculino |
| Classificação      | Nome               | Clube              |
| ------------------ | ------------------ | ------------------ |
| 1                  | Micael Braz2       | Revolution FSC     |
| 2                  | João Tomás         | Revolution FSC     |

1. Não se qualifica como campeão nacional.
2. Qualifica-se como campeão nacional.